# Ода (Норвегия)
Вижте пояснителната страница за други значения на Ода.
О̀да (на норвежки: Odda) е град и община в западната част на южна Норвегия. Разположен е във фюлке Хордалан на южния бряг на фиорда Сьорфьорден. Има пристанище, от което през фиордите Сьорфьорден и Хардангерфиорд се стига до Северно море. Население 7105 жители според данни от преброяването към 1 юли 2008 г.

## Личности
Родени
- Туре Ауща (р. 1972), норвежки писател